# Eckartsborn
Eckartsborn ist ein Stadtteil von Ortenberg im südhessischen Wetteraukreis.

## Geografische Lage
Eckartsborn liegt nordöstlich von Ortenberg.

## Geschichte

### Ortsgeschichte
Die älteste bekannte schriftliche Erwähnung von Eckartsborn erfolgte im Jahr 1290 als Eckernburn.
Die Statistisch-topographisch-historische Beschreibung des Großherzogthums Hessen berichtet 1830 über Eckartsborn:

„Eckartsborn (L. Bez. Nidda) evangel. Filialdorf; liegt 1 1⁄2 St. von Nidda auf einem Berge, hat 63 Häuser und 326 Einw., die außer 2 Kath. evangelisch sind, und unter welchen sich 46 Bauern und 19 Handwerker befinden. Sodann hat der Ort 1 Mahl- und 1 Oelmühle. – Im Jahr 1290 wird eines Weinbergs zu Eckartsborn gedacht.“

Hessische Gebietsreform (1970–1977)
Die bis dahin selbständige Gemeinde Eckartsborn wurde im Zuge der Gebietsreform in Hessen zum 1. Juli 1971 mit den Städten Ortenberg und Lißberg sowie vier weiterer kleinerer umliegender Gemeinden auf freiwilliger Basis zu erweiterten Stadt Ortenberg zusammengeschlossen. Seit dem Abschluss der Gebietsreform im August 1972 liegt Eckartsborn  im Wetteraukreis.
Für Eckartsborn wurde, wie für die übrigen Stadtteile von Ortenberg, ein Ortsbezirk gebildet.

### Verwaltungsgeschichte im Überblick
Die folgende Liste zeigt die Staaten und Verwaltungseinheiten, denen Eckartsborn angehört(e):

- vor 1567: Heiliges Römisches Reich, Landgrafschaft Hessen, Amt Lißberg
- ab 1567: Heiliges Römisches Reich, Amt Lißberg (Söhne der Margarethe von der Saale)[9]
- ab 1584: Heiliges Römisches Reich, Landgrafschaft Hessen-Marburg, Amt Lißberg
- 1604–1648: Heiliges Römisches Reich, strittig zwischen Landgrafschaft Hessen-Darmstadt und Landgrafschaft Hessen-Kassel (Hessenkrieg)
- ab 1604: Heiliges Römisches Reich, Landgrafschaft Hessen-Darmstadt, Amt Lißberg[10]
- 1787: Heiliges Römisches Reich, Landgrafschaft Hessen-Darmstadt, Oberfürstentum Hessen, Amt Nidda und Lißberg[11]
- ab 1806: Großherzogtum Hessen,[Anm. 2] Fürstentum Oberhessen, Amt (und ab 1803 Gericht) Lißberg,[12] Unteramt Lißberg[13]
- ab 1815: Großherzogtum Hessen, Provinz Oberhessen, Amt Lißberg[14]
- ab 1821: Großherzogtum Hessen, Provinz Oberhessen, Landratsbezirk Nidda[15][Anm. 3]
- ab 1832: Großherzogtum Hessen, Provinz Oberhessen, Kreis Nidda
- ab 1848: Großherzogtum Hessen, Regierungsbezirk Nidda
- ab 1852: Großherzogtum Hessen, Provinz Oberhessen, Kreis Nidda
- ab 1867: Norddeutscher Bund,[Anm. 4] Großherzogtum Hessen, Provinz Oberhessen, Kreis Nidda
- ab 1871: Deutsches Reich, Großherzogtum Hessen, Provinz Oberhessen, Kreis Nidda
- ab 1874: Deutsches Reich, Großherzogtum Hessen, Provinz Oberhessen, Kreis Büdingen
- ab 1918: Deutsches Reich (Weimarer Republik), Volksstaat Hessen, Provinz Oberhessen, Kreis Büdingen
- ab 1938: Deutsches Reich, Volksstaat Hessen, Kreis Büdingen[16][16][Anm. 5]
- ab 1945: Amerikanische Besatzungszone,[Anm. 6] Groß-Hessen, Regierungsbezirk Darmstadt, Kreis Büdingen
- ab 1946: Amerikanische Besatzungszone, Land Hessen Regierungsbezirk Darmstadt, Kreis Büdingen
- ab 1949: Bundesrepublik Deutschland, Land Hessen, Regierungsbezirk Darmstadt, Kreis Büdingen
- ab 1971: Bundesrepublik Deutschland, Land Hessen, Regierungsbezirk Darmstadt, Kreis Büdingen, Stadt Ortenberg[Anm. 7]
- ab 1972: Bundesrepublik Deutschland, Land Hessen, Regierungsbezirk Darmstadt, Wetteraukreis, Stadt Ortenberg

## Bevölkerung

### Einwohnerstruktur 2011
Nach den Erhebungen des Zensus 2011 lebten am Stichtag dem 9. Mai 2011 in Eckartsborn 708 Einwohner. Darunter waren 21 (3,0 %) Ausländer.
Nach dem Lebensalter waren 105 Einwohner unter 18 Jahren, 300 zwischen 18 und 49, 165 zwischen 50 und 64 und 138 Einwohner waren älter.
Die Einwohner lebten in 288 Haushalten. Davon waren 63 Singlehaushalte, 108 Paare ohne Kinder und 99 Paare mit Kindern, sowie 18 Alleinerziehende und 3 Wohngemeinschaften. In 51 Haushalten lebten ausschließlich Senioren und in 195 Haushaltungen lebten keine Senioren.

### Einwohnerentwicklung
| • 1791: | 209 Einwohner                      |
| • 1800: | 244 Einwohner                      |
| • 1806: | 272 Einwohner, 57 Häuser           |
| • 1829: | 326 Einwohner, 63 Häuser           |
| • 1867: | 322 Einwohner, 63 bewohnte Gebäude |
| • 1875: | 313 Einwohner, 59 bewohnte Gebäude |

| Eckartsborn: Einwohnerzahlen von 1791 bis 2022 | Eckartsborn: Einwohnerzahlen von 1791 bis 2022 | Eckartsborn: Einwohnerzahlen von 1791 bis 2022 | Eckartsborn: Einwohnerzahlen von 1791 bis 2022 | Eckartsborn: Einwohnerzahlen von 1791 bis 2022 |
| --- | ---------------------------------------------- | ---------------------------------------------- | ---------------------------------------------- | ---------------------------------------------- |
| Jahr |                                                |                                                |                                                | Einwohner                                      |
| 1791 | 1791                                           |                                                | 209                                            | 209                                            |
| 1800 | 1800                                           |                                                | 244                                            | 244                                            |
| 1806 | 1806                                           |                                                | 272                                            | 272                                            |
| 1829 | 1829                                           |                                                | 322                                            | 322                                            |
| 1834 | 1834                                           |                                                | 382                                            | 382                                            |
| 1840 | 1840                                           |                                                | 371                                            | 371                                            |
| 1846 | 1846                                           |                                                | 369                                            | 369                                            |
| 1852 | 1852                                           |                                                | 407                                            | 407                                            |
| 1858 | 1858                                           |                                                | 336                                            | 336                                            |
| 1864 | 1864                                           |                                                | 336                                            | 336                                            |
| 1871 | 1871                                           |                                                | 324                                            | 324                                            |
| 1875 | 1875                                           |                                                | 313                                            | 313                                            |
| 1885 | 1885                                           |                                                | 317                                            | 317                                            |
| 1895 | 1895                                           |                                                | 329                                            | 329                                            |
| 1905 | 1905                                           |                                                | 339                                            | 339                                            |
| 1910 | 1910                                           |                                                | 343                                            | 343                                            |
| 1925 | 1925                                           |                                                | 375                                            | 375                                            |
| 1939 | 1939                                           |                                                | 352                                            | 352                                            |
| 1946 | 1946                                           |                                                | 509                                            | 509                                            |
| 1950 | 1950                                           |                                                | 468                                            | 468                                            |
| 1956 | 1956                                           |                                                | 423                                            | 423                                            |
| 1961 | 1961                                           |                                                | 416                                            | 416                                            |
| 1967 | 1967                                           |                                                | 471                                            | 471                                            |
| 1970 | 1970                                           |                                                | 450                                            | 450                                            |
| 1980 | 1980                                           |                                                | ?                                              | ?                                              |
| 1990 | 1990                                           |                                                | ?                                              | ?                                              |
| 2000 | 2000                                           |                                                | ?                                              | ?                                              |
| 2008 | 2008                                           |                                                | 740                                            | 740                                            |
| 2010 | 2010                                           |                                                | 769                                            | 769                                            |
| 2011 | 2011                                           |                                                | 708                                            | 708                                            |
| 2014 | 2014                                           |                                                | 718                                            | 718                                            |
| 2018 | 2018                                           |                                                | 743                                            | 743                                            |
| 2022 | 2022                                           |                                                | 696                                            | 696                                            |
| Datenquelle: Historisches Gemeindeverzeichnis für Hessen: Die Bevölkerung der Gemeinden 1834 bis 1967. Wiesbaden: Hessisches Statistisches Landesamt, 1968. Weitere Quellen: ; Stadt Ortenberg:; Zensus 2011; 2022 |                                                |                                                |                                                |                                                |

### Historische Religionszugehörigkeit
| • 1829: | 324 evangelische, 2 katholische Einwohner                        |
| • 1961: | 380 evangelisch (= 91,35 %), 32 katholische (= 7,69 %) Einwohner |

## Politik
Für Eckartsborn besteht ein Ortsbezirk (Gebiete der ehemaligen Gemeinde Eckartsborn) mit Ortsbeirat und Ortsvorsteher nach der Hessischen Gemeindeordnung.
Der Ortsbeirat besteht aus neun Mitgliedern. Bei den Kommunalwahlen in Hessen 2021 betrug die Wahlbeteiligung zum Ortsbeirat 54,70 %. Dabei wurden gewählt: je drei Mitglieder der SPD, der CDU und „Freien Wählergemeinschaft Ortenberg“ (FWG). Der Ortsbeirat wählte Ulrich Ronny Herold zum Ortsvorsteher.

## Kultur und Sehenswürdigkeiten
Viele Vereine prägen das Dorfleben, so unter anderem auch die „Bergritscher“, die auf einem Arschleder die Abhänge hinunterrutschen.

## Wirtschaft und Infrastruktur
Verkehr
Südlich des Ortes führen die Bundesstraße 275 und die Kreisstraße 200 am Ort vorbei.
Die Oberwaldbahn, an der Eckartsborn einen Haltepunkt hatte, verlief in der Ortslage auf der Dorfstraße. Der Zugang zur damals existierenden Gaststätte „Emil Haas“ war hier mit dem Schild gesichert: „Privatweg, Übergang nur für Berechtigte“. „Unklar blieb allerdings, wo die Gaststättenbesucher eine Berechtigung erhalten sollten - oder waren sie alle berechtigt?“ Seit 1984 ist die Strecke auch für den Güterverkehr stillgelegt und die Gleisanlagen wurden zurückgebaut. Heute läuft der Vulkanradweg über die frühere Bahntrasse von Stockheim nach Lauterbach (Hess). Er ist Teil des BahnRadweg Hessen, der auf ehemaligen Bahntrassen ca. 250 km durch den Vogelsberg und die Rhön führt.
Weiteres
Im Ort gibt es ein Bürgerhaus und einen Sportplatz.